# Александров Володимир Степанович
Володи́мир Степа́нович Алекса́ндров (2 липня 1825, Бугаївка, Ізюмський повіт, Харківська губернія — 10 січня 1894, Харків) — український поет, військовий лікар, музикант, фольклорист і перекладач з латини та німецької мови. Автор поетичних версій Псальмів Давида. Доктор медицини з 1859 року.

## Життєпис
Син сільського священика Степана Александрова, автора бурлескної поеми «Вовкулака». Народився в селі Бугаївка Ізюмського повіту на Слобожанщині. Закінчив медичний факультет Харківського університету, працював військовим лікарем.
Навчався в Куп'янському духовному училищі, Харківському колегіумі (семінарії) та Харківському університеті, по закінченні якого в 1853 працював військовим лікарем у піхотному полку, потім у Варшавському та Седлецькому госпіталях, саперному батальйоні. У 1860 році повернувся в Україну лікарем уланського полку в Чугуєві, був старшим ординатором місцевого шпиталю. 1867 обійняв посаду харківського міського лікаря. Від 1879 року — знову в армії, служив старшим лікарем резервного батальйону в Харкові, старшим лікарем Керченського лазарету, дивізійним лікарем у Полтаві та Харкові, де свою оселю по вулиці Великій Сумській зробив своєрідним українським культурним центром. Пішов у відставку 1888.
Збирав етнографічний матеріал, опрацьовував фольклорні мелодії. 1861 в «Основі» вмістив вірші «Думка» та «Плач дочки по матері». Надрукував низку книжок у Харкові та Полтаві, виступав також у львівських часописах «Зоря», «Світ». Створював п'єси, оперети: «За Немань іду» (1872; доповнена та доопрацьована М. Старицьким) і «Не ходи, Грицю, на вечорниці» (1873), казки: «Коза-Дереза», «Ивашечко», «Чижикове весілля», «Пісня про Гарбуза». Перекладав поезії Г. Гейне, А. Міцкевича, М. Лермонтова та інших авторів. Витлумачивши німецький оригінал, написав знамениту пісню «Розбите серце» («Я бачив, як вітер березу зломив…»). На схилі літ уклав історичну збірку «Гетьманщина» (колекція портретів гетьманів України від Б. Хмельницького до К. Розумовського з біографіями), підготував лібрето опери П. Щуровського «Богдан Хмельницький». 1886—1892 роки — випустив два альманахи «Складка».
М. Сагарда стверджував, що В. Александров мав намір перекласти українською весь Старий Заповіт. Задля цього він у 53-річному віці взявся за вивчення давньоєврейської мови і здійснив переклад книг Буття, Вихід і Йова.
Помер у Харкові. На його спомин К. Білиловський, Б. Грінченко, М. Кропивницький та інші видали ще одну «Складку» (1896).
Донька Людмила — автор музики опублікованих у 1887 році романсів, які стали народними піснями: «Повій, вітре, на Вкраїну» (слова Степана Руданського) і «Дивлюсь я на небо» (слова Михайла Петренка).
Також у нього був син — В'ячеслав, який у 1926 році подарував Музею Слобідської України рукопис власних споминів про батька.

## Творча діяльність
Вперше виступив з поезіями 1861 року (журнал «Основа»). Автор оперет «За Немань іду» (1872) та «Не ходи, Грицю, на вечорниці» (1873); остання перероблена пізніше Михайлом Старицьким. В опереті «За Немань іду» відбувся дебют романсу «Повій, вітре, на Вкраїну» (слова Степана Руданського) його доньки Людмили Володимирівни.
Видав збірку власних перекладів з М. Лермонтова та І. Козлова «Малоруські співанки» (1880) й альманах «Складка» (1887—1892).
Александров збирав усну народну творчість і опублікував «Народний пісенник з найкращих українських пісень», казки «Коза-дереза», «Івашечко»; друкував етнографічні праці. Деякі поезії Александрова здобули популярність у народі («Я бачив, як вітер березку зломив» та ін.).
В. Александров працював також над перекладом біблійних книг — виконав, зокрема, переклади Книги Буття, Виходу та Йова. Деякі з них поширювалися у вигляді літографій, що видавалися у невеликій кількості, а окремі залишились у вигляді рукописів. 1883 року В. Александров опублікував у Харкові переклад Псалтиря під назвою «Тихомовні співи на святі мотиви». Псалми в перекладі В. Александрова публікувалися теж в галицьких виданнях.

## Твори
- Предание о храмовой иконе в церкви слободы Бугаевки Харьковской губернии Изюмского уезда: С прибавлением кратких сведений о самой Бугаевке. — Х., 1876.
- Песни, бывшие наиболее в ходу между студентами Харьковского университета в 1840 годах. — Х., 1891.

### Перші публікації творів
- Думка («Не так мене правда…») // Основа. — 1861. — № 7. — С. 58.
- За Немань іду (Малоруська оперетка в 2 актах і в 4 картинах). Скомпонував В. Ал-ов. Пісні на фортепіано положила Людмила Ал-ова. — X.: Унів. друк., 1872. — 47 с. — 12 стор. нот.
- За Немань іду. Малоруська оперетка в 4 актах. Скомпонував В. Ал-ов. Пісні на фортепіано положила Людмила Ал-ова. — Вид. 2-е. З додатком однієї картини. — X.: Унів. друк., 1873. — 60 с.
- Не ходи, Грицю, на вечорниці (Оперетка в 4 діях). — X., 1873. — 61 с.
- Книга Іова на малоруську мову переложена. Харків, 1877. (Вийшло лише 20 примірників. Зберігається видання зокрема і в Інституті літератури Національної академії наук України, ф. 22, № 87.)[8][2][3]
- Співанки, з великоруської на малоруську мову переложив Вл. Александров. Виручка з видання призначена на пам'ятник Лєрмонтову. — X.: друк. M. М. Гордона, 1880. — 8 с. — Зміст: Янгол («Із неба опівночі янгол летів…») — переклад з Лєрмонтова; Сон («В жару півдня в долині Дагестана…»)— переклад з Лєрмонтова; Думка («У журбі іду я на дорогу…») — переклад з Лєрмонтова; Розбите серце («Я бачив, як вітер березу зломив…») — з Левенштейна[de]; Луна («В діброві грімко я сумую…») — з великоруського; Веснянка («Іде весна, тепло несе…») — з руського; Вечерній дзвін[ru] — з Козлова[ru].
- Малороссийская сказка Коза-дереза. — X.: друк. M. М. Гордона, 1881. — 19 с.
- Кедр. 3 Гейне / Переклад. — Світ. — 1881. — № 10. — С. 173.
- Студентский гимн в память годовщины императорского Харьковского университета 17 января. Посвящает молодым друзьям студентам Харьковского университета старый собрат по Университету. — X.: тип. И. В. Попова, 1882. — 2 с.
- Тихомовні співи на святі мотиви: переклад 16 псалмів / перелож. з єврейської мови В. Александров. — Х.: [б.в.], 1883. — 29 с.
- Украинский карманный календарь на 1887 год. X., 1886.
- Народний пісенник з найкращих українських пісень, які тепер найчастіш співаються. З нотами особно. Скомпонував Вл. Александров. — X.: видав Ф. Михайлов, 1887. — 113 с.. — (86 народних пісень).
- Українська мелодія (3 Висоцького) // Складка. — № 1. Альманах. — Спорудив Вл. Александров. — X.: друк. Адольфа Дарре, 1887. — С. 5—6.
- Лірницька дума («Як зле та лихе чоловік починає…») // Складка. — № 1. — X., 1887. — С. 81.
- Моя могила // Складка. — № 1. — X., 1887. — С. 44.
- Чижикове весілля (3 народної теми) // Складка. — № 1. — X., 1887. — С. 55—59.
- Співанка («Ти несись, мій спів, з мольбою…»). (З німецького) // Складка. — № 1. — X., 1887. — С. 64.
- Живе озеро (Казка Данилевського) // Складка. — № 1. — X., 1887. — С. 85—89.
- Байка («На вовка помовка, а заяць кобилу з'їв…») / (Переклад з І. А. Крилова) // Зоря. — 1889. — № 15—16. — С. 243—244.
- Пісня про гарбуза (Рослинний епос по народній темі) // Зоря. — 1889. — № 15—16. — С. 249—250.
- Песни, бывшие наиболее в ходу между студентами Харьковского университета в 1840 годах, русские и латинские, последние с русскими переводами в стихах, с нотами для пения и с аккомпанементами на рояле. Собрал и издал студент того времени Вл. Александров. — X.: тип. Адольфа Дарре, 1891. — 71 с.
- Таємна журба (3 Гейне) // Складка. — № 2. Альманах. — Спору-див Вл. С. Александров. — X.: друк. И. М. Варшавчика, 1893. — С. 56.
- До пташок // Складка. — № 2. — X., 1893. — С. 76—77.
- Привітання («Слідочки ніг твоїх я думкою цілую…») // Складка. — № 2. — X., 1893. — С. 50.
- Про війну і про те, з чого вона буває (3 народних вуст) // Складка. — № 2. — X., 1893. — С. 111—116.
- Діди (Поема). Переклад з Міцкевича // Ілюстр. календар т-ва «Просвіта». — 1893. — С. 57—62.
- Пісня про всяку рибу // Зоря. — № 3. — 1893. — С. 52—53.
- Стародавня легенда про черця, що жив аж триста літ // Зоря. — 1893. — № 11. — С. 208—210.
- Звіряча Рада (Байка по І. А. Крилову; Інший варіант байки: «На вовка помовка, а заяць кобилу з'їв…») // Зоря. — 1894. — № 2. — С. ЗО.

### Найважливіші повторні видання
- Драматична оперетка «Не ходи, Грицю, на вечорниці» у п'яти актах. — Вид. 2-е. Скомпонував Вл. Александров. — Полтава: тип. Полт. губ. правл., 1884. — 72 с.
- Украинская сказка «Коза-дереза». — Полтава: тип. Полт. губ. правл., 1885. — 33 с.
- Пісня про Гарбуза. Рослинний епос по народній темі. — X., 1889. — 16 с.
- Чижикове весілля. Живе озеро. Дві казки.. — К.: вид. С. І. Гомолінського, 1890. — 16 с.

### Видання про Александрова
- Січовик Василь Володимир Александров (Огляд життя і літературної діяльності) // Діло. — 1888. — № 193, 194, 196, 197.
- Комаров М. В. Александров. «Чижикове весілля і Живе озеро». Дві казки. — К., 1890. — Рец. — Зоря, 1890, № 23. — С. 364.
- Без підп. — Некролог // Жите і слово. — т. І. — 1894. — кн. 2. — С. 319.
- В. Науменко Владимир Степанович Александров. — Киевская старина. — 1894. — № 2. — С. 311—313.
- Білило Цезар (Білиловський К.) Споминки про д-ра В. Александрова // Зоря. — 1894. — № 4. — С. 90—92.
- Граб Павло (Грабовський П.) Споминки про Володимира Александрова // Зоря. — 1894. — № 23. — С. 505—506.
- Граб Павло (Грабовський П.) Споминки про д-ра В. Александрова // Зоря. — 1895. — № 13. — С. 258—259. — (Див.: Грабовський Павло Зібрання творів у 3 т. — Т. 3. — К.: Вид-во АН У PCP, 1960. — С. 103—105).
- Білиловський К. А. Коротенькі споминки про В. С. Александрова // Складка. Альманах на спомин В. С. Александрова. Спорудив К. А. Білиловський. — X., 1896. — С. З—23.
- Єрофеїв Ів. Матеріали до біографії В. С. Александрова // Червоний шлях. — 1926. — № 9. — С. 253—455.
- Єрофєєв Ів. В. С. Александров // Літературна газета, 1945. — № 14.